# 김범
김범(본명: 김상범, 1989년 7월 7일 ~ )은 대한민국의 배우이다. 2006년 KBS 서바이벌 프로그램 《서바이벌 스타오디션》으로 데뷔하였다.그는 2009년 드라마 '꽃보다 남자'에서 F4 멤버 소이정 역을, 2020년 드라마 '구미호뎐'에서 혼혈 구미호 이랑 역을, 2021년 드라마 '법학전문대학원'에서 천재 학생 한준휘 역을 맡아 큰 인기를 얻었습니다. 김민희는 2023년 드라마 '구미호뎐 1938'에서 이랑 역을 다시 맡았습니다.

## 학력
- 중앙대학교 연극영화과 50기 휴학

## 연기 활동

### 텔레비전 드라마
- 2006년 MBC 주말 미니시리즈 《발칙한 여자들》 ... 정현준 역
- 2006년 MBC 주간 일일 시트콤 《거침없이 하이킥!》 ... 김범 역
- 2008년 MBC 월화 특별기획 드라마 《에덴의 동쪽》 ... 15세 이동철 역
- 2009년 KBS2 월화 미니시리즈 《꽃보다 남자》 ... 소이정 역
- 2009년 SBS 월화 미니시리즈 《드림》 ... 이장석 역
- 2009년 MBC 주간 일일시트콤 《지붕뚫고 하이킥!》 ... 자옥의 조카 역 (특별출연)
- 2010년 MBC 수목 미니시리즈 《아직도 결혼하고 싶은 여자》 ... 하민재 역
- 2010년 웹드라마 《하루》 ... 사진작가 역
- 2011년 JTBC 월화 미니시리즈 《빠담빠담… 그와 그녀의 심장박동소리》 ... 이국수 역
- 2012년 MBC 주간 일일시트콤 《하이킥! 짧은 다리의 역습》 ... 김범 역 (특별출연)
- 2013년 SBS 드라마스페셜 《그 겨울, 바람이 분다》 ... 박진성 역
- 2013년 MBC 월화 특별기획 드라마 《불의 여신 정이》 ... 김태도 역
- 2014년 중국 텐센트TV 드라마 미시대지련 초련편》 ... 구휘 역
- 2015년 tvN 월화 미니시리즈 《신분을 숨겨라》 ... 차건우 역
- 2016년 SBS 주말 미니시리즈 《미세스 캅 2》 ... 이로준 역
- 2020년 tvN 수목 미니시리즈 《구미호뎐》 ... 이랑 역
- 2021년 JTBC 수목 미니시리즈 《로스쿨》 ... 한준휘 역
- 2022년 tvN 월화 미니시리즈 《고스트 닥터》 ... 고승탁 역
- 2023년 tvN 미니시리즈 《구미호뎐 1938》 ... 이랑 역

### 영화
| 연도 | 제목                              | 역할   | 비고                            |
| ---- | --------------------------------- | ------ | ------------------------------- |
| 2008 | 뜨거운 것이 좋아                  | 이호재 |                                 |
| 2008 | 고사: 피의 중간고사               | 강현   |                                 |
| 2009 | 비:상                             | 박시범 |                                 |
| 2013 | 《사이코메트리》                  | 김준   |                                 |
| 2013 | 《적인걸 2: 신도해왕의 비밀》     | 원진   | 중국 영화                       |
| 2013 | 《안녕 서울 (再見。首爾)》        | 김경우 | 홍콩 MIOGGI 홍보용 웹 단편 영화 |
| 2015 | 《나를 사랑한다면 영화를 보여줘》 | 린준   | 중국 영화                       |
| 2015 | 《중생연인》                      | 장충원 | 중국 영화                       |
| 2018 | 《조선명탐정: 흡혈괴마의 비밀》   | 천무   |                                 |

## 연기 외 활동

### 텔레비전 프로그램
- 2006년 KBS2 《서바이벌 스타오디션》
- 2007년 MBC 《공감토크쇼 놀러와》 147~148
- 2007년 MBC 《지피지기》
- 2008년 MBC 《황금어장 라디오 스타》
- 2008년 SBS 《체인지》
- 2009년 KBS 2TV 《상상플러스 대박대담》
- 2009년 MBC 《무한도전》
- 2009년 MBC 《섹션TV 연예통신》
- 2009년 tvN 《스타, 신입사원 되다!》
- 2009년 후지TV 《SMAPxSMAP》
- 2010년 Trend E 《It Travel》
- 2010년 MBC 《섹션TV 연예통신》
- 2013년 SBS 《한밤의 TV연예》
- 2020년 TvN 《도레미 마켓》
- 2020년 MBN 《인생앨범-예스터데이》
- 2022년 TvN 《출장 십오야 시즌2》
- 2023년 TvN 《도레미 마켓》
- 2023년 SBS 《꼬리에 꼬리를 무는 그날 이야기》
- 2023년 TvN 《도레미 마켓》
- 2023년 엠넷 《동네스타K3》

### 뮤직 비디오
- 2006년 붐〈Boom Up〉

## 음반 활동
- F4 Special Edition (2009년 3월 18일 발매)

1. 지금 만나러 갑니다

- 聖夜の空 / 今, 會いに行きます (2009년 12월 16일 발매)

1. Intro (For Eve`s Lovers)
2. 聖夜の空 (크리스마스 이브의 하늘)
3. 今, 會いに行きます / (지금 만나러 갑니다)
4. 今, 會いに行きます - 韓國語版 (지금 만나러 갑니다) (Korean Ver.)
5. 聖夜の空 (크리스마스 이브의 하늘) (Inst.)
6. 今, 會いに行きます (지금 만나러 갑니다) (Inst.)

- 아직도 결혼하고 싶은 여자 OST (2010년 1월 27일 발매)

1. 고백
2. 내 기타줄을 끊은 여자

## 홍보대사
- 2009년 경기도 홍보대사
- 2009년 기아자동차 포르테 쿱 홍보대사
- 2009년 SK환경캠페인 초록마을 홍보대사
- 2010년 제12회 서울국제청소년영화제 홍보대사
- 2010년 제12회 대학생 경제유니버시아드 대회 홍보대사
- 2010년 한류드림페스티벌 홍보대사
- 2012년 유니세프 한국위원회 스페셜 엔보이

## 수상 및 후보
| 연도 | 시상식                            | 부문                           | 작품                 | 결과 |  |
| ---- | --------------------------------- | ------------------------------ | -------------------- | ---- |  |
| 2007 | 제1회 Mnet 20's Choice            | 베스트 커플상                  | 거침없이 하이킥!     | 수상 |  |
| 2008 | 제2회 코리아 드라마 어워즈        | 네티즌 인기상                  | 에덴의 동쪽          | 수상 |  |
| 2009 | 제45회 백상예술대상               | TV부문 남자 신인연기상         | 에덴의 동쪽          | 후보 |  |
| 2009 | 제3회 Mnet 20's Choice            | Hot 드라마 스타 남자           | 꽃보다 남자          | 후보 |  |
| 2009 | 제4회 앙드레김 베스트 스타 어워드 | 스타상                         | 빈칸                 | 수상 |  |
| 2009 | SBS 연기대상                      | 뉴스타상                       | 드림                 | 수상 |  |
| 2009 | KBS 연기대상                      | 남자 신인연기상                | 꽃보다 남자          | 후보 |  |
| 2010 | 제1회 바비&켄 어워드              | 올해의 켄                      | 빈칸                 | 수상 |  |
| 2013 | 제49회 백상예술대상               | 영화부문 남자 신인연기상       | 사이코메트리         | 후보 |  |
| 2013 | SBS 연기대상                      | 미니시리즈부문 남자 우수연기상 | 그 겨울, 바람이 분다 | 후보 |  |
| 2016 | SBS 연기대상                      | 장르드라마부문 남자 우수연기상 | 미세스 캅 2          | 후보 |  |
| 2022 | 2022 코리아드라마어워즈           | 남자 최우수연기상              | 고스트 닥터          | 수상 |  |